# Marlon Hairston
Marlon Hairston (Jackson, Misisipi, EUA, 23 de marzo de 1994) es un futbolista estadounidense que juega de centrocampista en el Hartford Athletic de la USL Championship.

## Trayectoria
Luego de pasar dos temporadas con la Universidad de Louisville, Hairston firmó un contrato Generación Adidas con la Major League Soccer y fue seleccionado en el SuperDraft de 2014 por el Colorado Rapids.
Hairston hizo su debut profesional el 29 de marzo de 2014 en un partido contra el Sporting Kansas City. Anotó su primer gol con Colorado el 20 de agosto del mismo año frente al LA Galaxy.
El 13 de noviembre de 2019 fue intercambiado al Minnesota United por Darwin Quintero. Allí estuvo un año antes de incorporarse en marzo de 2021 al Columbus Crew S. C. como agente libre.

## Selección nacional

### Selecciones juveniles
Hairston fue convocado por primera vez a una selección estadounidense en abril de 2013, cuando fue seleccionado por Tab Ramos para participar de una concentración de jugadores de la categoría sub-20 de ese país. El 3 de octubre de 2014 fue convocado a la selección sub-23 con miras a un partido amistoso frente a Brasil en Brasilia.

## Clubes
| Club                            | País           | Año           |
| ------------------------------- | -------------- | ------------- |
| Colorado Rapids                 | Estados Unidos | 2014-2019     |
| Charlotte Independence (cesión) | Estados Unidos | 2015          |
| Houston Dynamo                  | Estados Unidos | 2019          |
| Minnesota United                | Estados Unidos | 2020          |
| Columbus Crew S. C.             | Estados Unidos | 2021-2022     |
| Hartford Athletic               | Estados Unidos | 2024-presente |